# Tsing Yi Sports Ground
Le Tsing Yi Sports Ground (en chinois : 青衣運動場) est un stade omnisports hongkongais (servant principalement pour le football) situé sur l'île Tsing Yi à Hong Kong.
Le stade, doté de 1 500 places et inauguré en 1996, sert d'enceinte à domicile à l'équipe de football du Resources Capital Football Club.

## Histoire
Le stade (constitué d'une piste d'athlétisme en tartan et d'un terrain en herbe naturelle), est ouvert 6/7 j (fermé le jeudi) de 6h15 à 22h30.

## Transports
Le stade se situe à environ 5 minutes à pied de la station de métro Tsing Yi sur la Tung Chung Line et l'Airport Express.

## Galerie

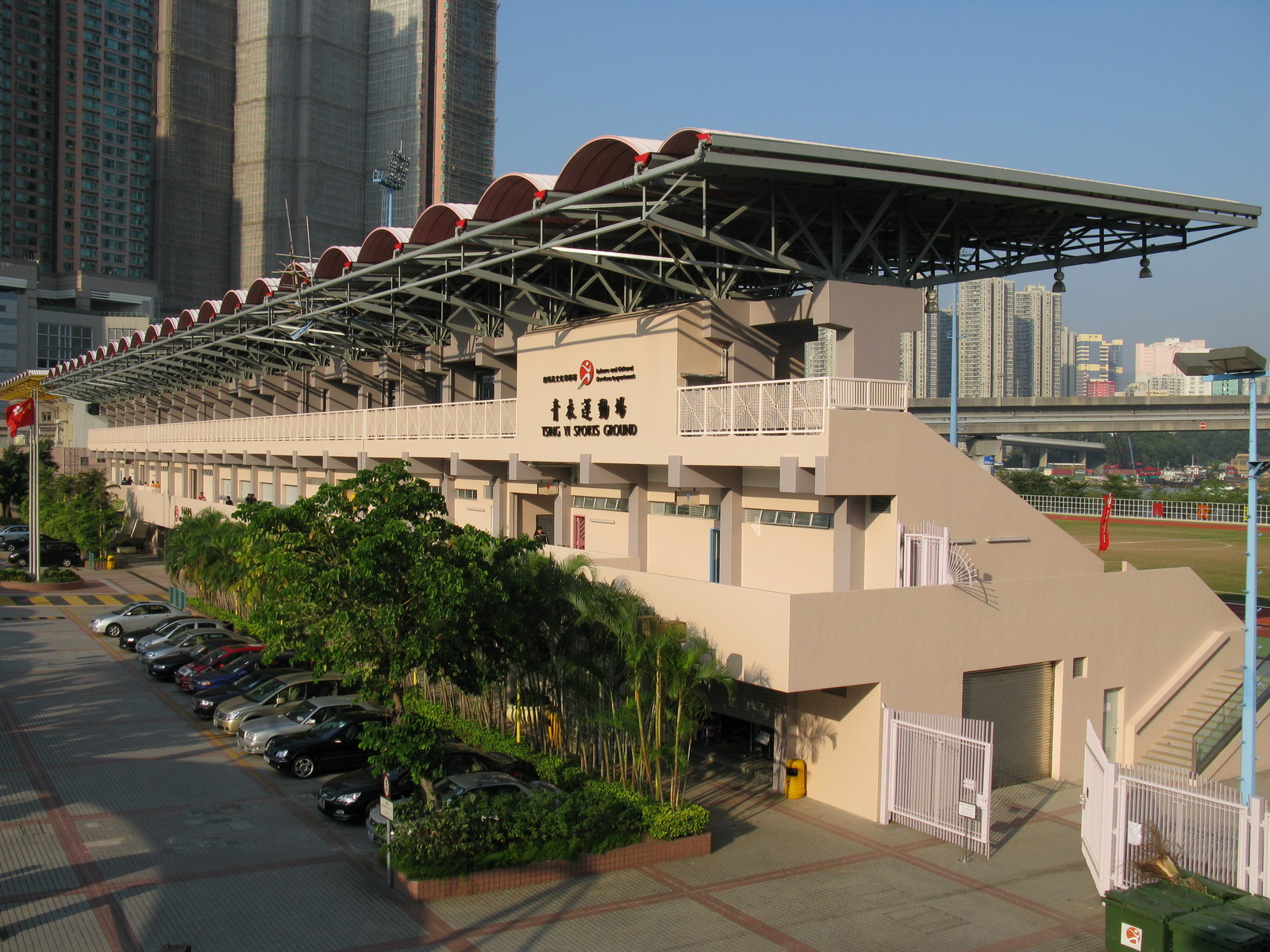
Entrée du stade
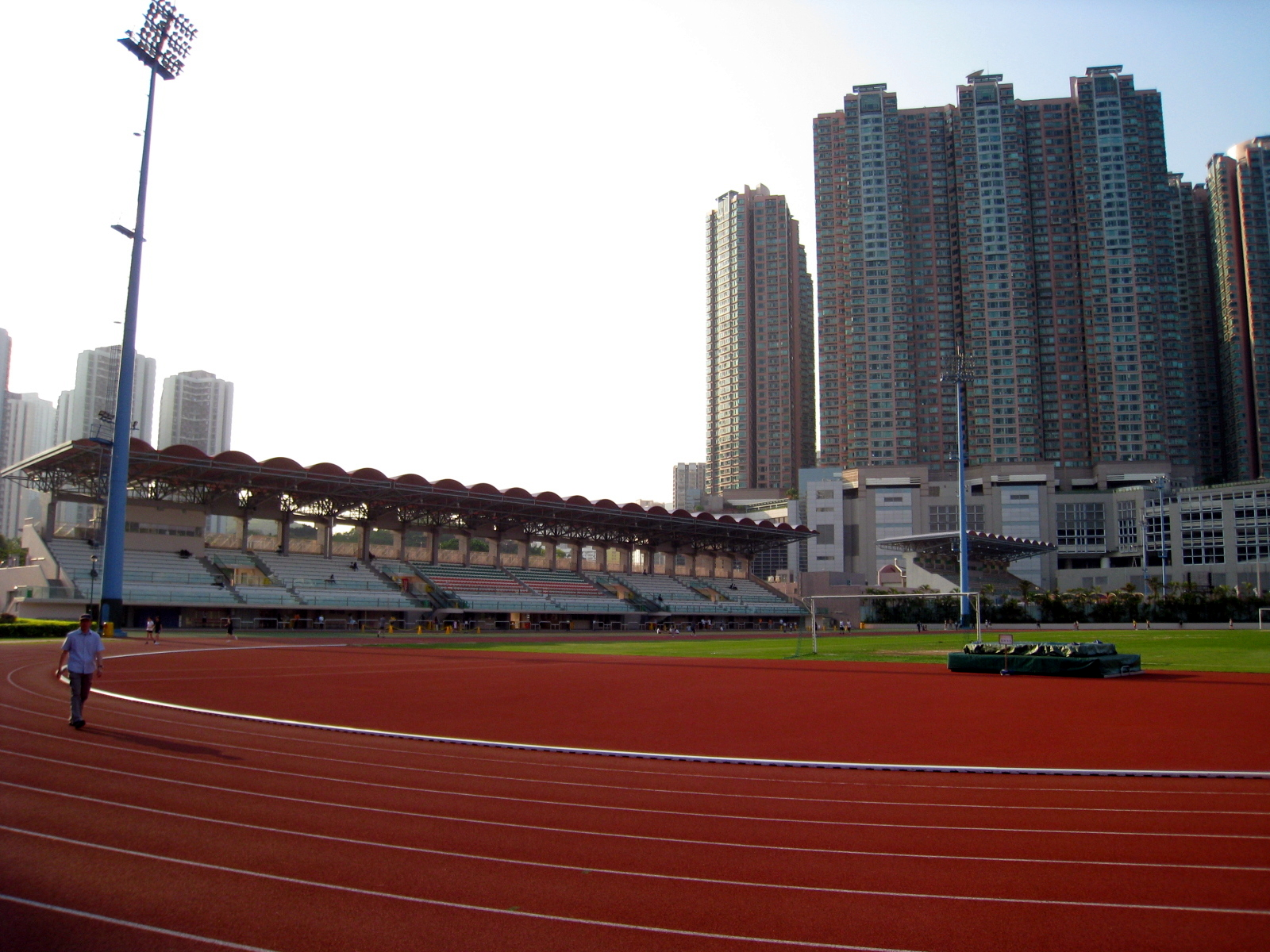
Piste et tribune
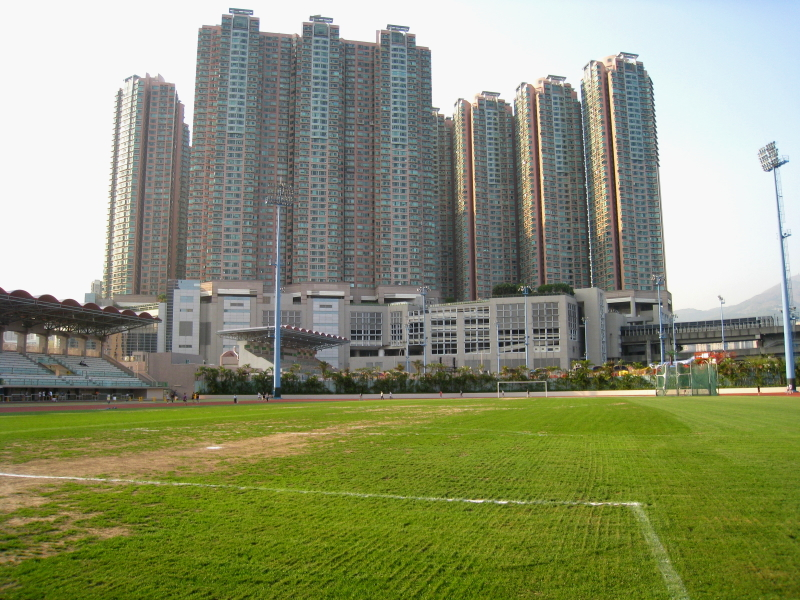
Terrain de football